# سرمست
سرمست (بالفارسية: سرمست) هي مدينة تقع في إيران في Govar District. يقدر عدد سكانها بـ 2,434 نسمة .